# 와카야마현 제3구
와카야마현 제3구(일본어: 和歌山県第3区)은 일본의 중의원 선거구이다. 1994년 공직선거법이 개정되면서 신설되었다.

## 지역
- 고보시
- 다나베시
- 신구시
- 아리다군
- 히다카군
- 니시무로군
- 히가시무로군

## 역대 국회의원
- 니카이 도시히로 (소속 정당: 자유민주당, 임기: 1996년 ~ 현재)